# Moritz Lorge
Moritz Lorge (geboren am 6. Oktober 1874 in Harmuthsachsen; gestorben am 1948 in New York) war ein deutscher Lehrer und Rabbiner.

## Leben
Moritz Lorge war nach dem Besuch der Schule in Harmuthsachsen Schüler an der Israelitischen Präparandenschule in Burgpreppach. Von 1892 bis 1892 studierte er am israelitischen Lehrerseminar in Kassel. Zwischen 1900 und 1904 war er für jeweils kurze Zeit Lehrer in Wolfenbüttel, dann Lehrer und Prediger in Petershagen sowie Lehrer in Hamm. 
Ab 1904 studierte er in Berlin und Tübingen, wo er 1907 zum Dr. phil. promoviert wurde. Von 1908 bis 1933 war er Oberlehrer und Studienrat für Religion, Deutsch und Geschichte an der Höheren Töchterschule in Mainz. 
1935 wurde Moritz Lorge Bezirksrabbiner in Bad Sobernheim. Im Jahr 1939 emigrierte er in die USA, wo er in den folgenden Jahren in Cincinnati und New York eine Vortrags- und Lehrtätigkeit zur Geschichte der Juden in Deutschland und den USA ausübte. 
Moritz Lorge war verheiratet mit Hedwig geb. Steinweg. Aus der Ehe ging der Sohn Ernst Mordechai Lorge hervor, der ebenfalls Rabbiner wurde. Moritz Lorge starb 1948 in New York.

## Publikationen
- Die Speisegesetze der Karäer von Samuel el-Maǵrebi: nach einer Berliner Handschrift im arabischen Urtext / hrsg. und mit deutscher Übersetzung, Einleitung und Anmerkungen versehen von Moritz Lorge (1907; Dissertation)